# Sü Čung-lin
Sü Čung-lin (čínsky pchin-jinem Xǔ Zhònglín, znaky zjednodušené 许仲琳, tradiční 許仲琳, † kolem 1566?) byl čínský spisovatel působící v říši Ming, kterému je připisováno autorství románu Povýšení mezi bohy (Feng-šen jen-i) .

## Jméno
Sü Čung-lin se psal také Čchen Čung-lin (čínsky pchin-jinem Xǔ Zhònglín, znaky zjednodušené 陈仲琳, tradiční 陳仲琳) a používal literární pseudonym Čung-šan i-sou (čínsky pchin-jinem Zhōngshān yìsǒu, znaky zjednodušené 钟山逸叟, tradiční 鐘山逸叟).

## Život a dílo
Sü Čung-lin pocházel z Nankingu. Je mu – nebo také Lu Si-singovi (陆西星) – připisováno autorství fantastického románu Feng-šen jen-i (čínsky pchin-jinem Fēngshén Yǎnyì, znaky zjednodušené 封神演义, tradiční 封神演義, Povýšení mezi bohy). Kniha má sto kapitol a je napsaná v hovorovém jazyce. Popisuje boj Čouů proti posledním zkaženému králi dynastie Šang, s aktivní účastí nebeských sil. Vznikla zřejmě v 50. letech 16. století.